# نفارة

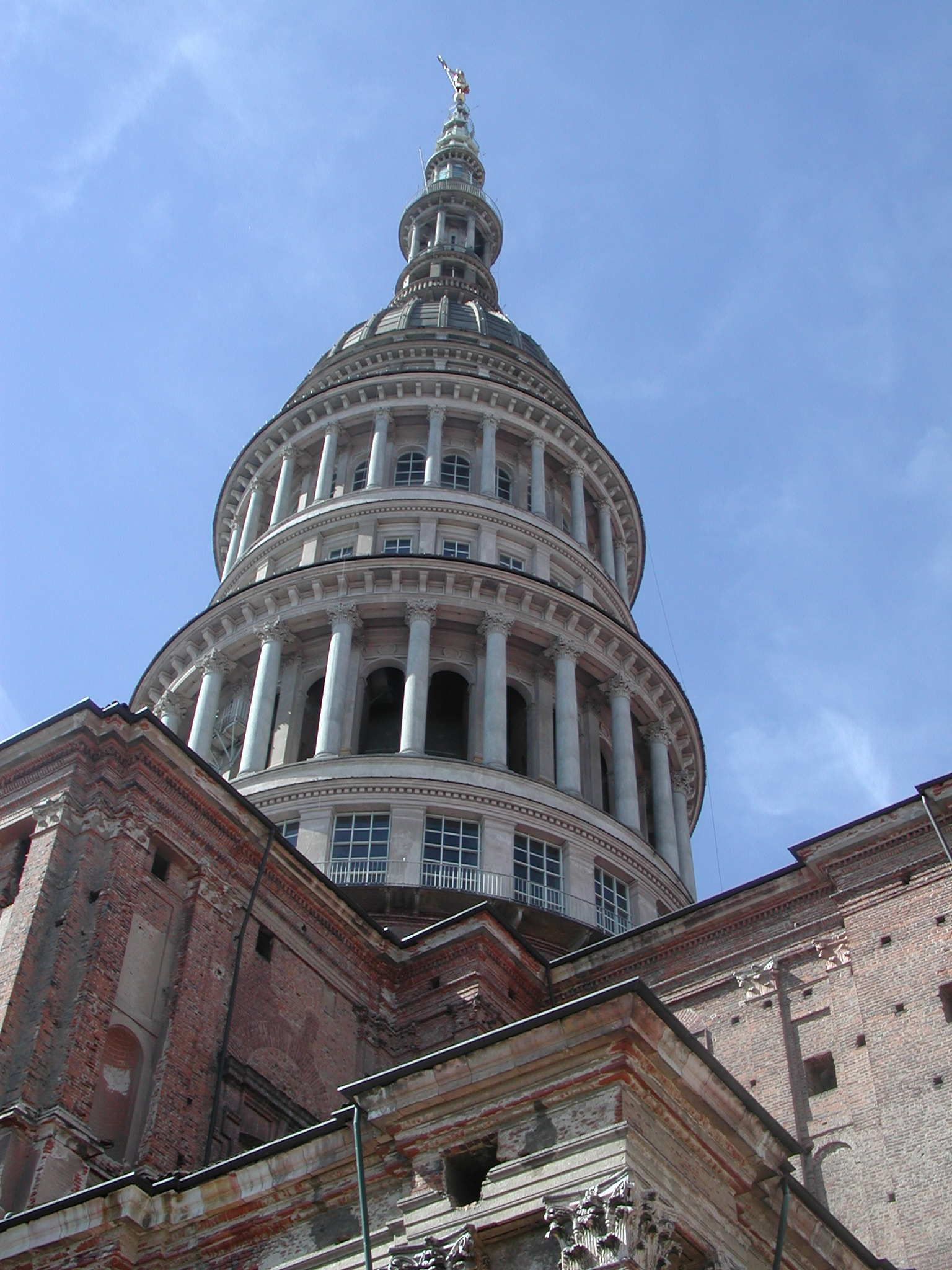
تعليق

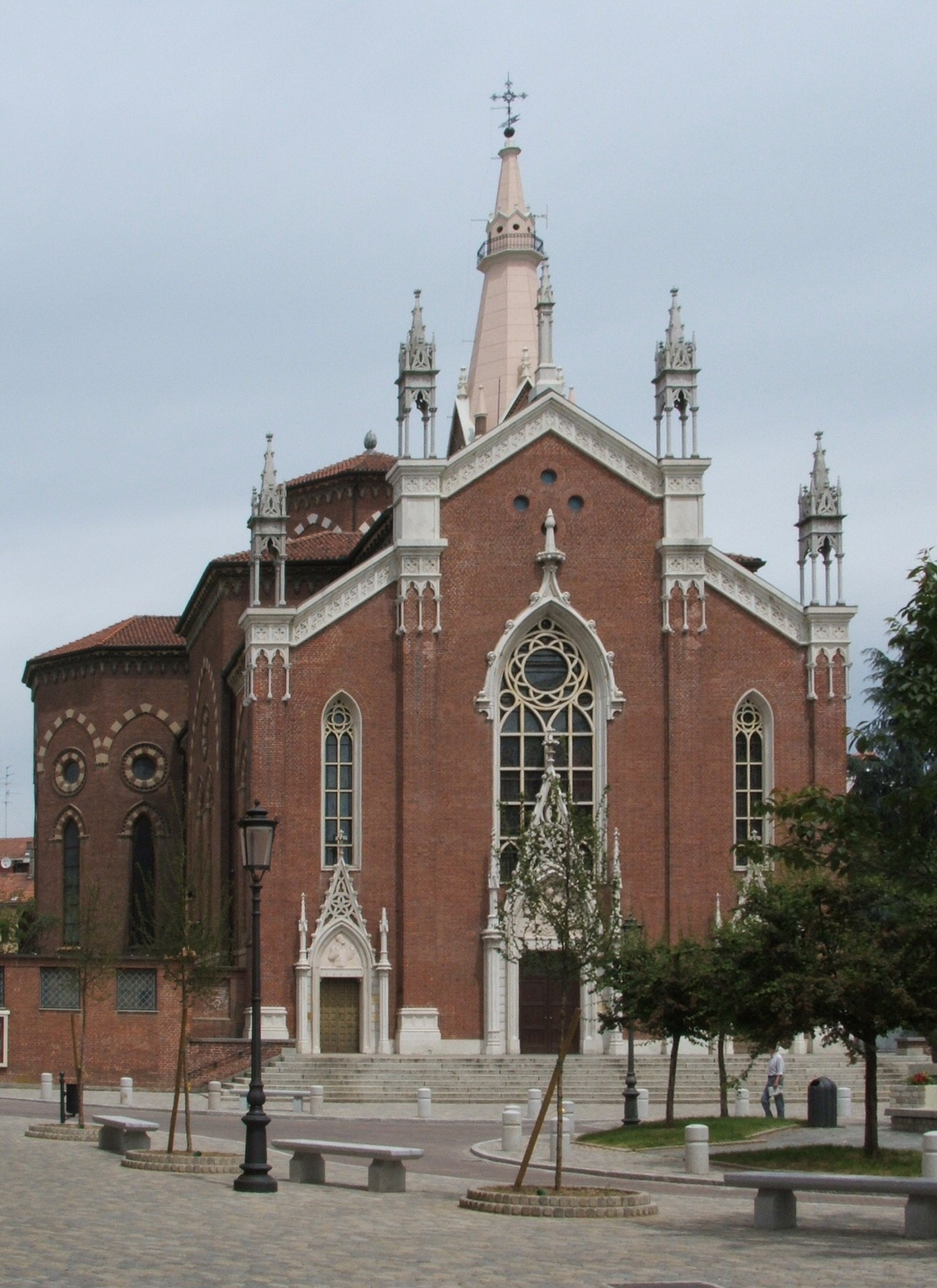
Chiesa del Sacro Cuore, or Sacred Heart Church, Novara.

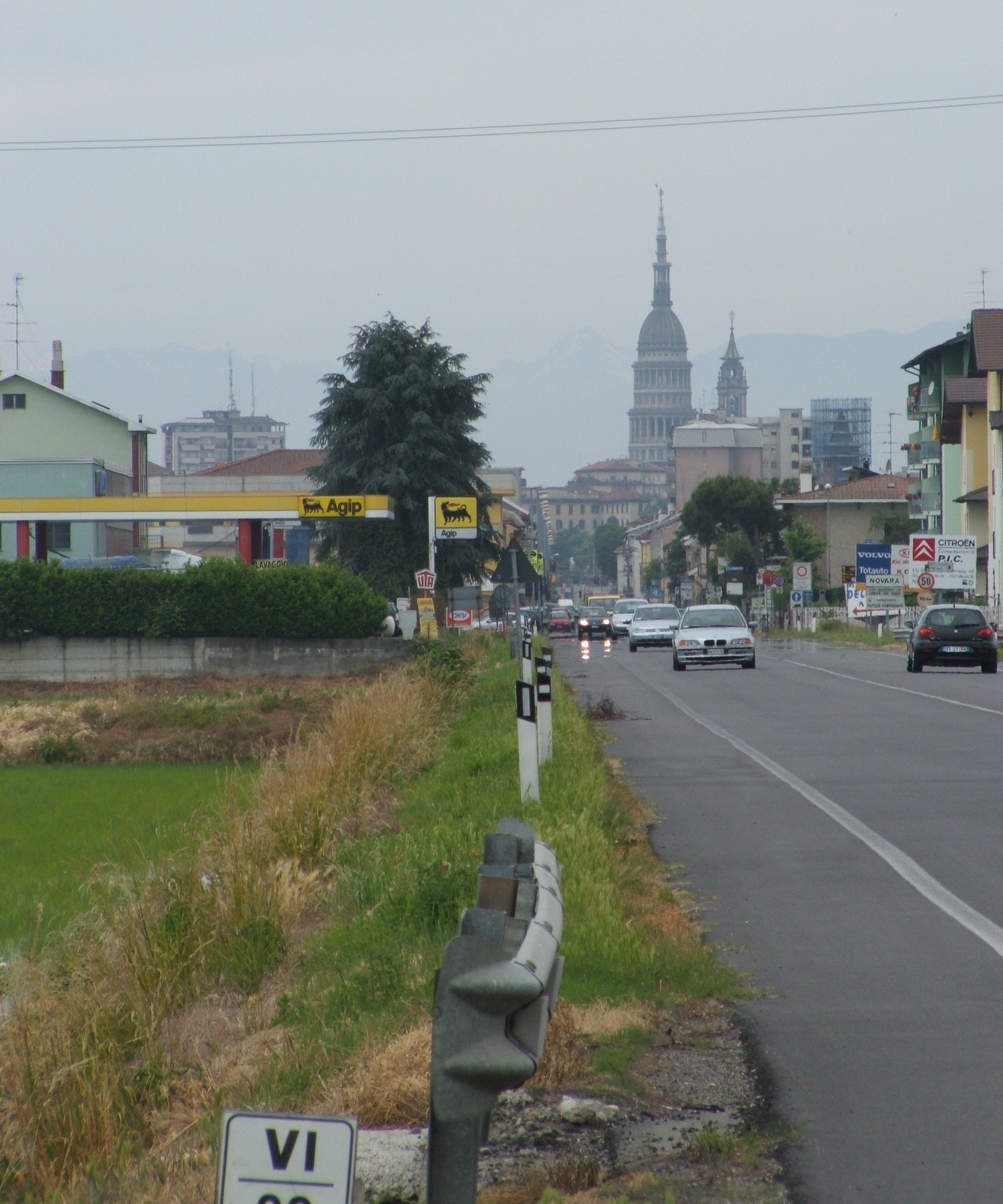
La statale per Mortara alle porte di Novara

نُفارة أو نُفارا أو (نقحرة: نوفارا) (بالإيطالية: Novara)‏، مدينة شمال إيطاليا، عاصمة مقاطعة نُفارة. وبعدد سكانها البالغ 102.595 نسمة تعد ثانية أكبر مدن إقليم بيمُنتة بعد مدينة تورينو.
تعد المدينة مفترق طرق تجارية هامة من بينها الطريق الرابط بين ميلانو وتورينو، وذلك الذي يربط جنوى بسويسرا.
رمز المدينة هي قبة كنيسة سان غاودنسيو، التي يصل ارتفاعها إلى 122 متراً.

## السكان
في سنة 1861 بلغ عدد السكان 25٬144 نسمة، وتطور العدد ليصل في سنة 2011 لـ 101٬952 نسمة.
يظهر هذا المخطط البياني تطور النمو السكاني لـ نوفارا

## الجغرافيا
أراضيها المقاطعية يحدها غرباً نهر سيزيا ونهر تيتشينو. وتبعد عن مدينة ميلانو 38 كيلومتراً غرباً، و 95 كيلومتراً شرقاً عن مدينة تورينو.
يعبر جدول أغونيا الضاحية الغربية للمدينة، وجدول تردوبيو تلك الشرقية. وبالإضافة إلى ذلك، يعبر الجزء الشمالي الشرقي قناة مسماة على كوينتينو سيلا والتي بدورها تصب في قناة كافور.

## التاريخ
أسس الرومان نُفارة في العصور القديمة. يتكون اسمها من Nov أي «جديدة» وAria وهو الاسم الذي أطلقه الغال الألبيون على المنطقة المحيطة.
نوفاريا القديمة التي يرجع تاريخها إلى عصر الليغوريين، كانت بلدية رومانية وتقع على الطريق من فرسيلاي (فرشيلي) إلى (ميديولانوم (ميلانو). ويعود موقعها على مفترق الطرق (لا يزال حتى اليوم) إلى العصر الرومان. بعد أن دمـّر ماكسيموس ماغنوس المدينة في عام 386 لدعمها منافسه فالنتينيان الثاني، أعاد ثيودوسيوس الأول بناءها. بعد ذلك نـَهَبَهَاراداغايسوس (عام 405)، ثم أتيلا (452).
جعل اللومبارديون نُفارة دوقية ؛ ثم جعلها الإمبراطور شارل السمين كونتية. وتطورت المدينة حتى صارت بلدية حرة. في عام 1110 كان استولى عليها هنري الخامس ودُمـّرَت، وفي عام 1167 انضمت إلى الرابطة اللومباردية. عند نهاية القرن الثاني عشر قبلت حماية ميلانو وصارت هكذا تابعةً لآل فيسكونتي ولاحقاً لآل سفورزا. في معركة نُفارة (1513) ألحق المرتزقة السويسريون المدافعون عن نُفارة لصالح آل سفوزا هزيمةً منكرةً بالقوات الفرنسية المحاصرة للمدينة. وأنهت هذه الهزيمة الغزو الفرنسي لإيطاليا إبان حرب رابطة كانبراي.
بعد أن عهد فيليبو ماريا فيسكونتي بنُفارة إلى أميديو الثامن دي سفويا لمدة طويلة احتلتها قوات سافوية عام 1706. بصلح أوتريخت أصبحت المدينة إلى جانب ميلانو جزءاً من الإمبراطورية الهابسبورغية. بعد أن احتلها كارلو إمانويلي الأول في عام 1734 آلت في السنة التالية لعائلة سافويا.
إثر حملة نابليون بونابارت في إيطاليا، أصبحت نُفارة عاصمة منطقة أغونيا، لتعود إلى آل سفويا في عام 1814. في سنة 1821 كانت موقعاً لمعركةٍ هـَزَمـَت فيها القوات النظامية السردينية الدستوريين الليبراليين البييمونتيين. في معركة نُفارة الأضخم في 23 مارس 1849 انهزم الجيش البييمونتي أمام الجيش النمساوي بقيادة مارشال يوزيف ريديتسكي فون راديتس ؛ أدت هذه الهزيمة إلى تنازل ملك سردينيا كارلو ألبيرتو عن العرش وإلى احتلال النمساويين للمدينة. ويمكن اعتبار أن هزيمة البييمونتيين شكلت البداية لحركة توحيد إيطاليا.
أُصدر مرسوم في 23 أكتوبر من سنة 1859 بإنشاء مقاطعة نُفارة، وكانت تضم آنذاك فضلا عن أراضي مقاطعة نُفارة الحالية أراضي المقاطعات الحالية التالية : مقاطعة فرشيلي ومقاطعة بييلا ومقاطعة فربانو كوزيو أوسولا.
بلغ عدد سكان مدينة نُفارة في عام 1861 25.144 نسمة. أدى التحول إلى التصنيع خلال القرن الماضي إلى حصول زيادة في عدد السكان وصلت إلى 102.088 في عام 1981، ولم يتغير عدد السكان كثيرا في السنوات اللاحقة.
لعل أبرز نوفاري في العصر الحديث هو أوسكار لويجي سكالفارو رئيس الجمهورية السابق وعضو مجلس الشيوخ الإيطالي مدى الحياة. وقد ولد سكالفارو في نُفارة عام 1918.

## معرض الصور

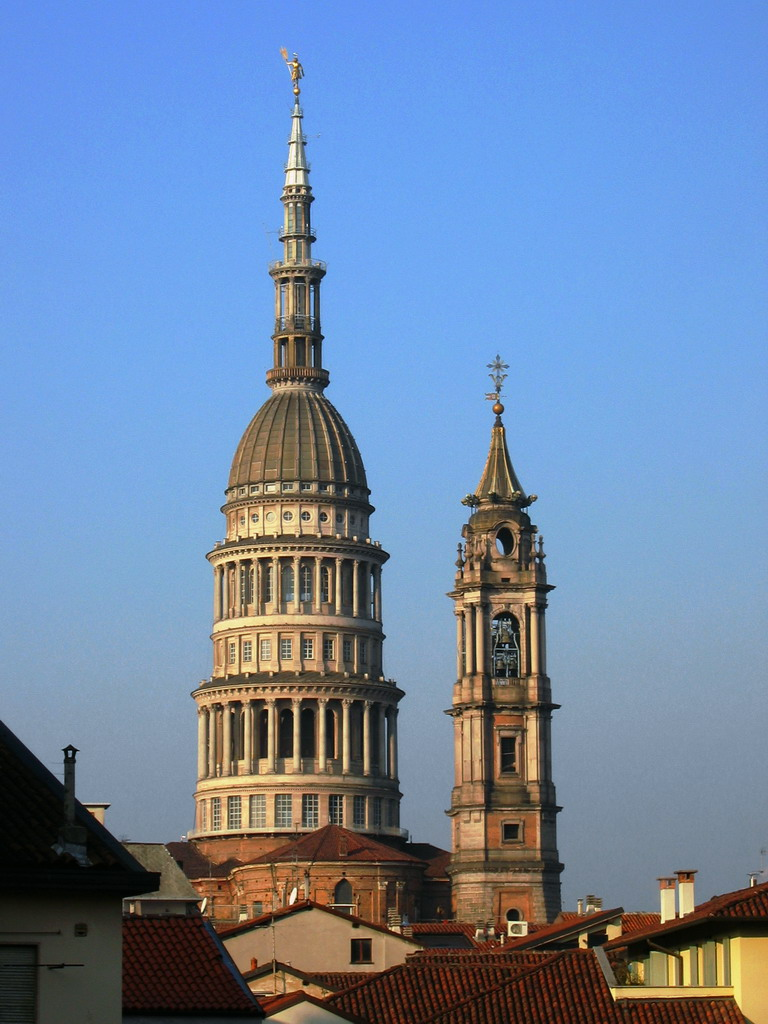
Cupola e campanile della basilica di San Gaudenzio
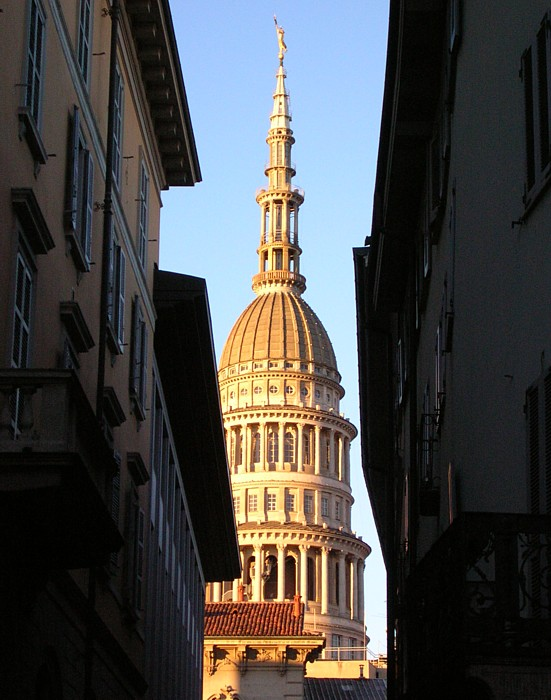
La cupola della basilica di San Gaudenzio
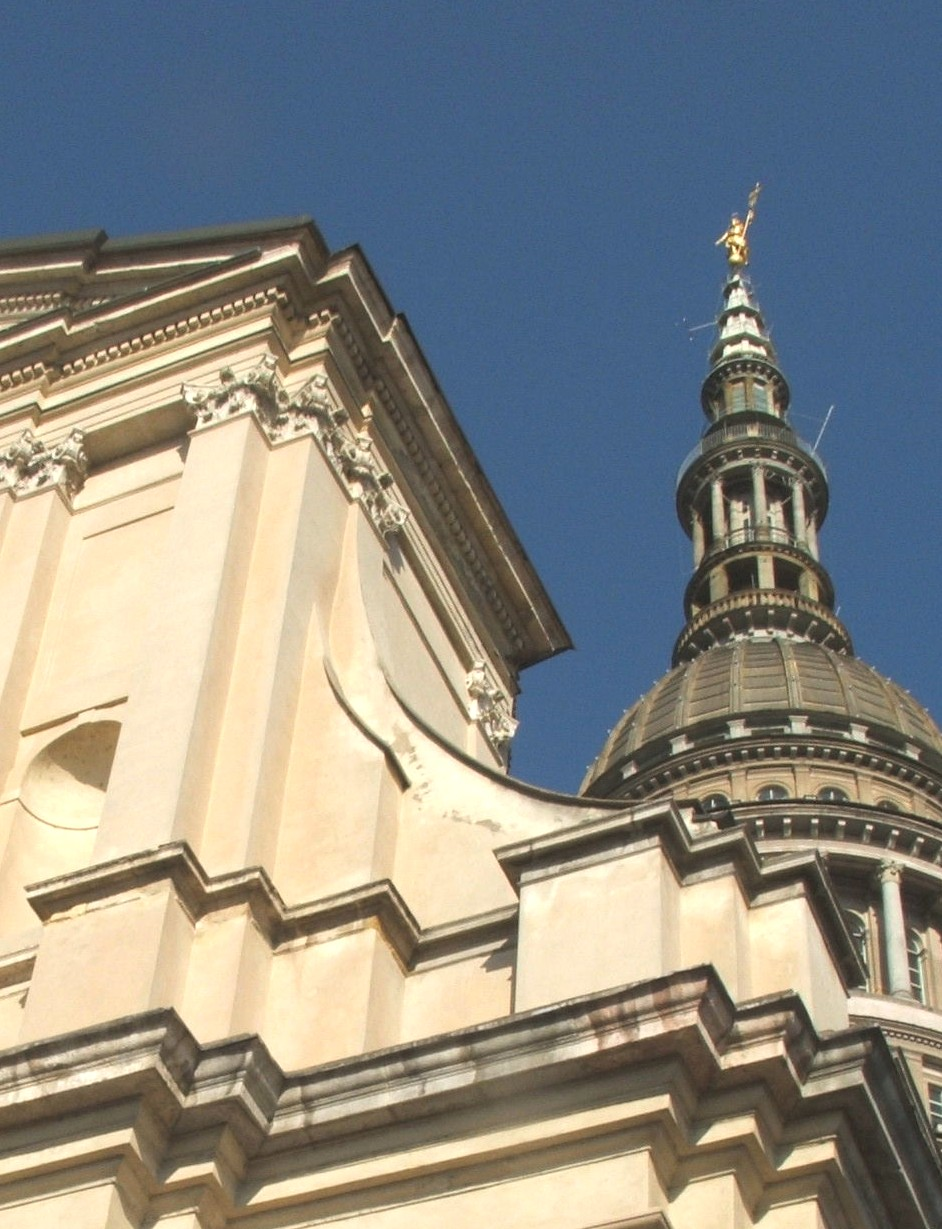
Prospetto della basilica e cupola (part
Porticato
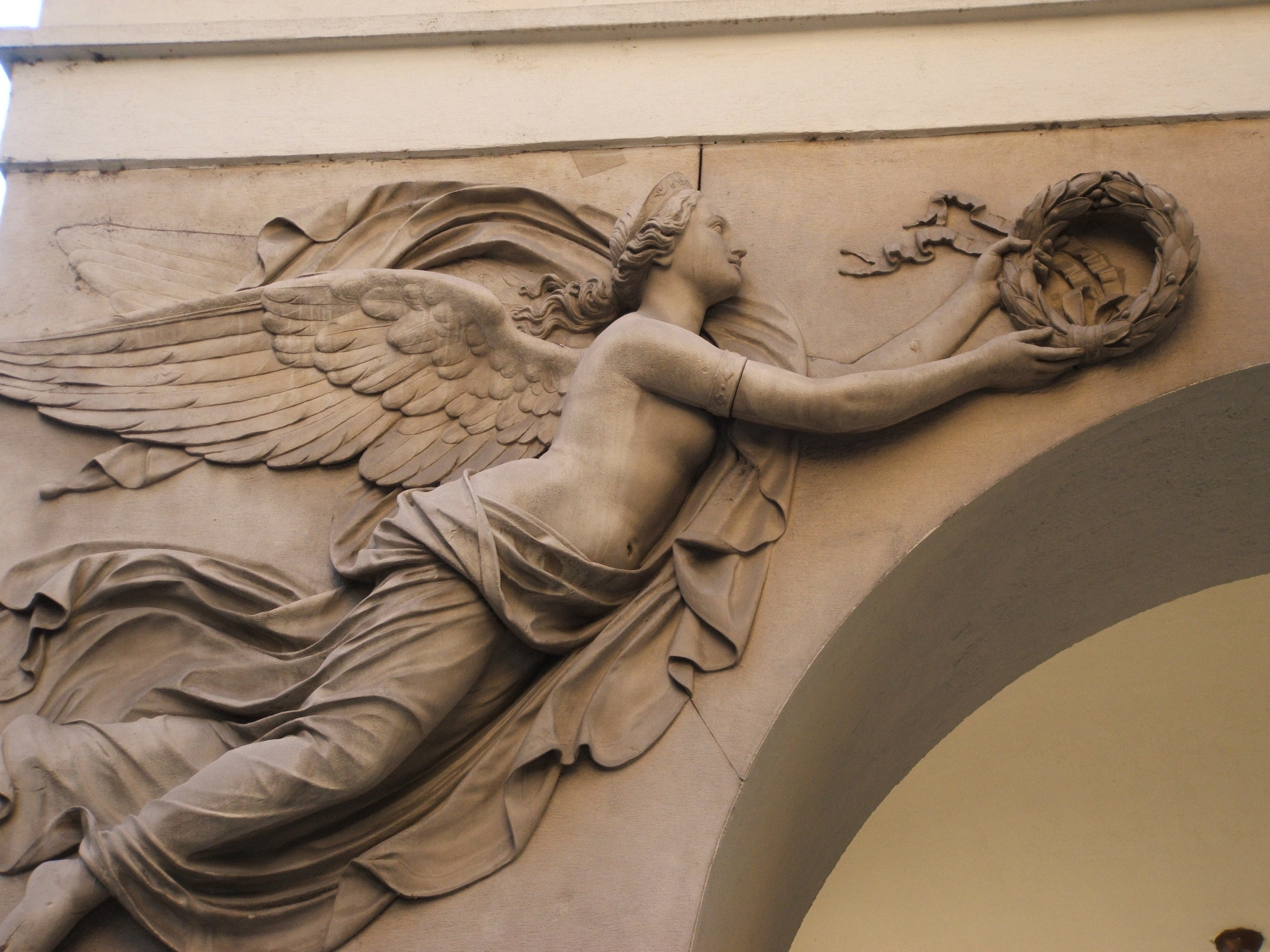
Bassorilievo sui portici di Novara
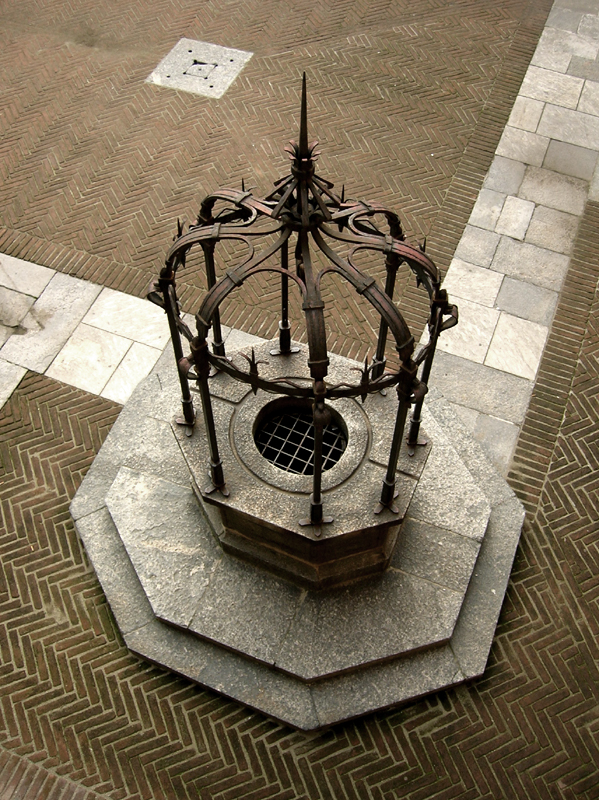
Il Pozzo nell'Arengo del Broletto
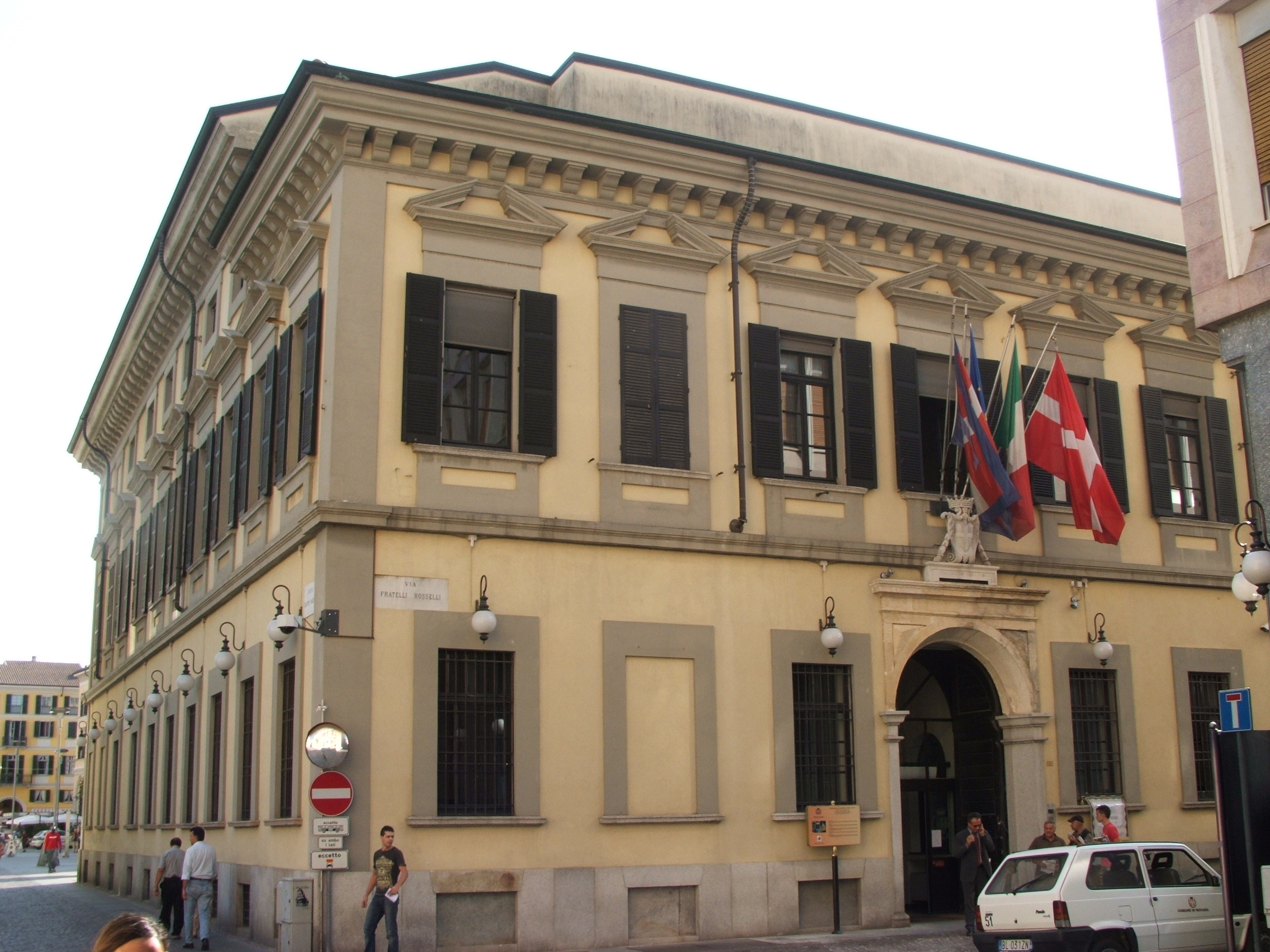
Palazzo Cabrino, sede del Comune
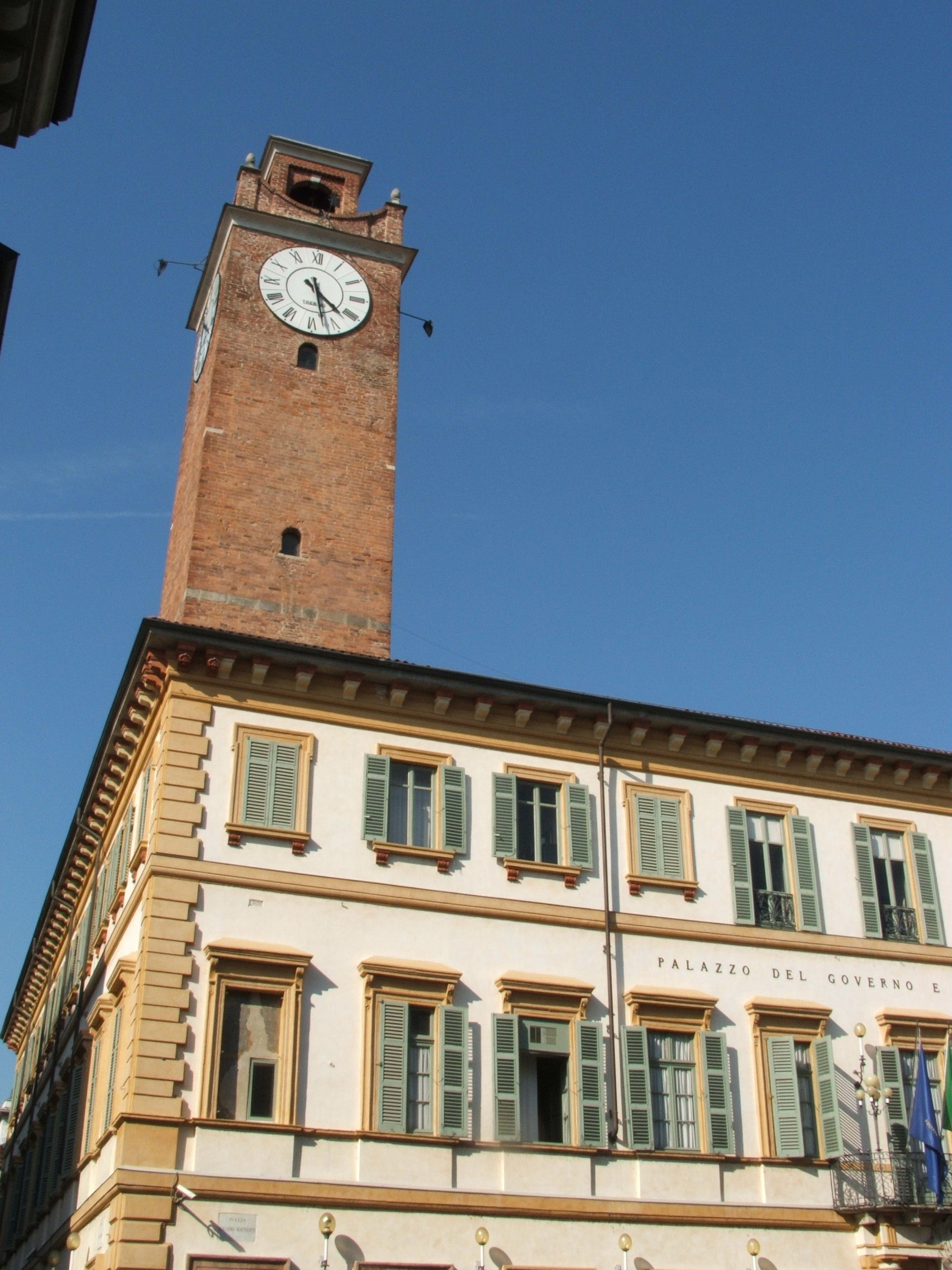
Palazzo Natta Isola, sede della Prefettura
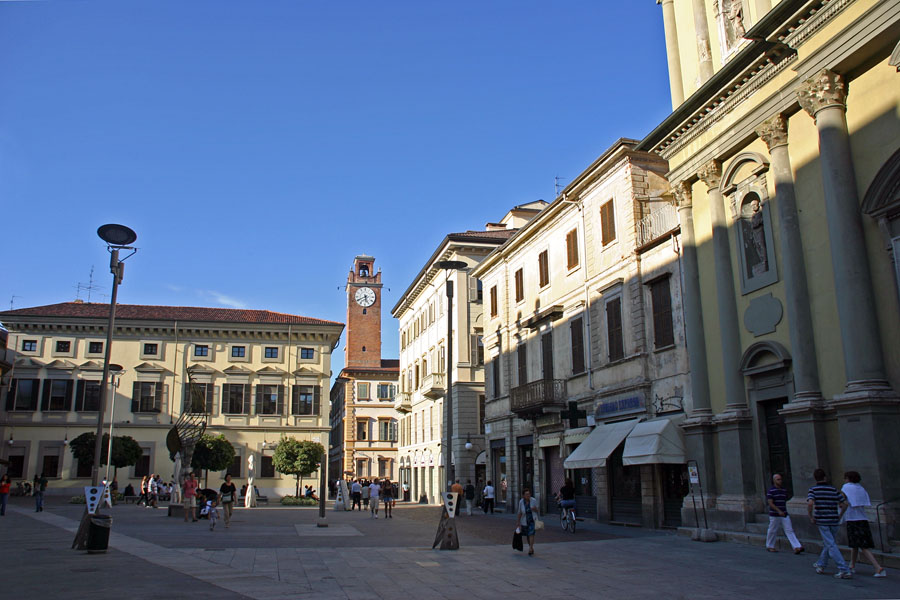
Piazza Gramsci
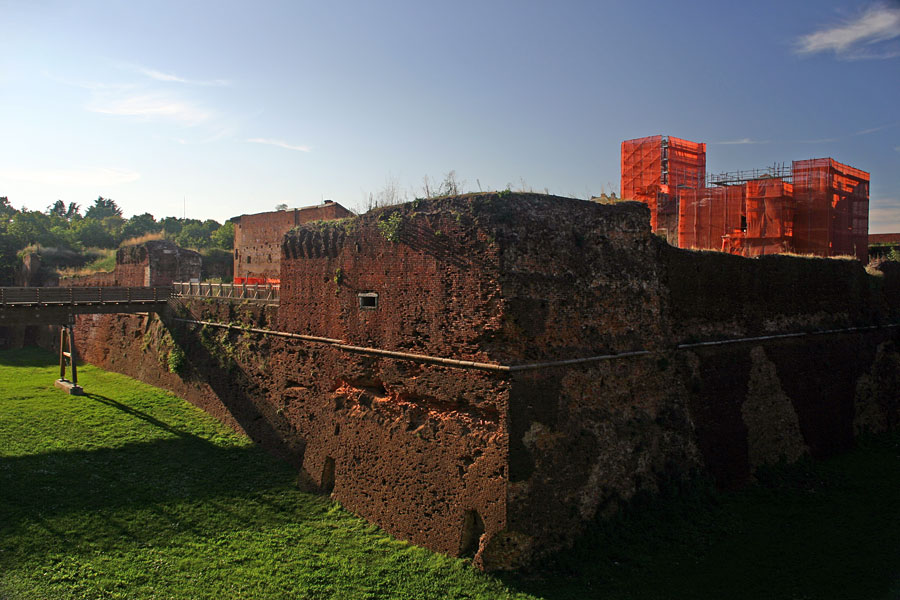
Il Castello di Novara
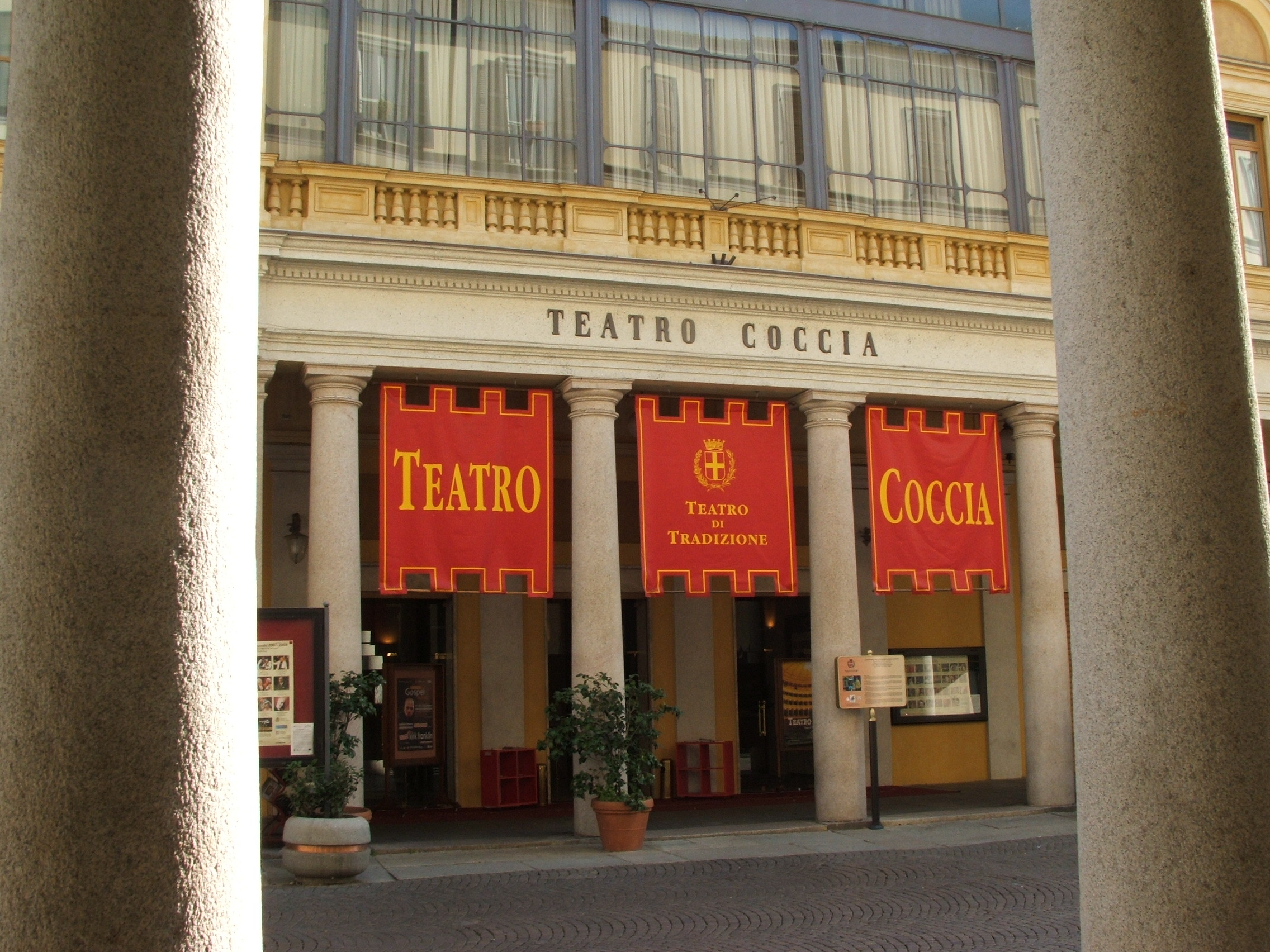
La Galleria Nuova Teatro Coccia
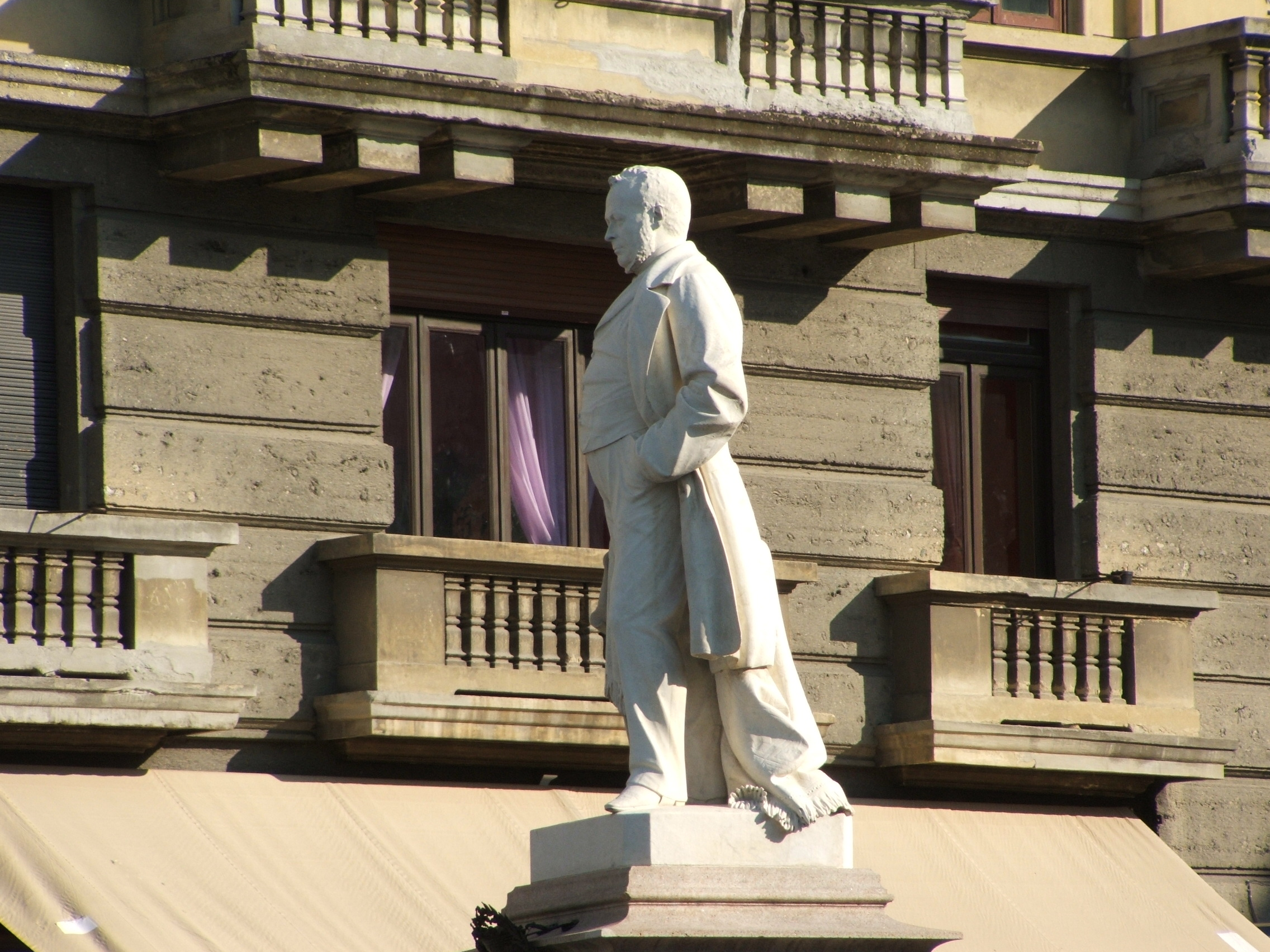
Statua a Camillo Benso conte di Cavour